# 트와일라잇 존: 환상특급
트와일라잇 존: 환상특급(The Twilight Zone)은 로드 설링(Rod Serling)이 제작한 1959년 원작 TV 시리즈를 바탕으로 사이먼 킨버그(Simon Kinberg), 조던 필(Jordan Peele), 마르코 라미레즈(Marco Ramirez)가 개발한 미국 선집 TV 시리즈이다. 필은 내레이터로 활동하고 있으며 몽키포 프로덕션(Monkeypaw Productions)을 통해 총괄 프로듀싱을 담당하고 있다. 주간 시리즈는 2019년 4월 1일 CBS 파라마운트+올 액세스에서 첫 방송되었으며, 첫 번째 10개 에피소드 세트 중간에 두 번째 시즌으로 갱신되었다. 두 번째 시즌은 2020년 6월 25일에 전체가 출시되었다. 2021년 2월에 제작자는 시리즈가 추가 시즌으로 돌아오지 않을 것이라고 발표했다.